# 上海辞书出版社
上海辞书出版社是中国大陆的一家以出版工具书（辞书）为主的专业出版社，是中国首家工具书专业出版社，隶属于上海世纪出版集团。

## 历史
上海辞书出版社前身为成立于1958年8月的中华书局辞海编辑所，1978年1月改用现称。主要出版综合性辞典、语文词典、专科辞典以及手册、年表、索引、年鉴等。

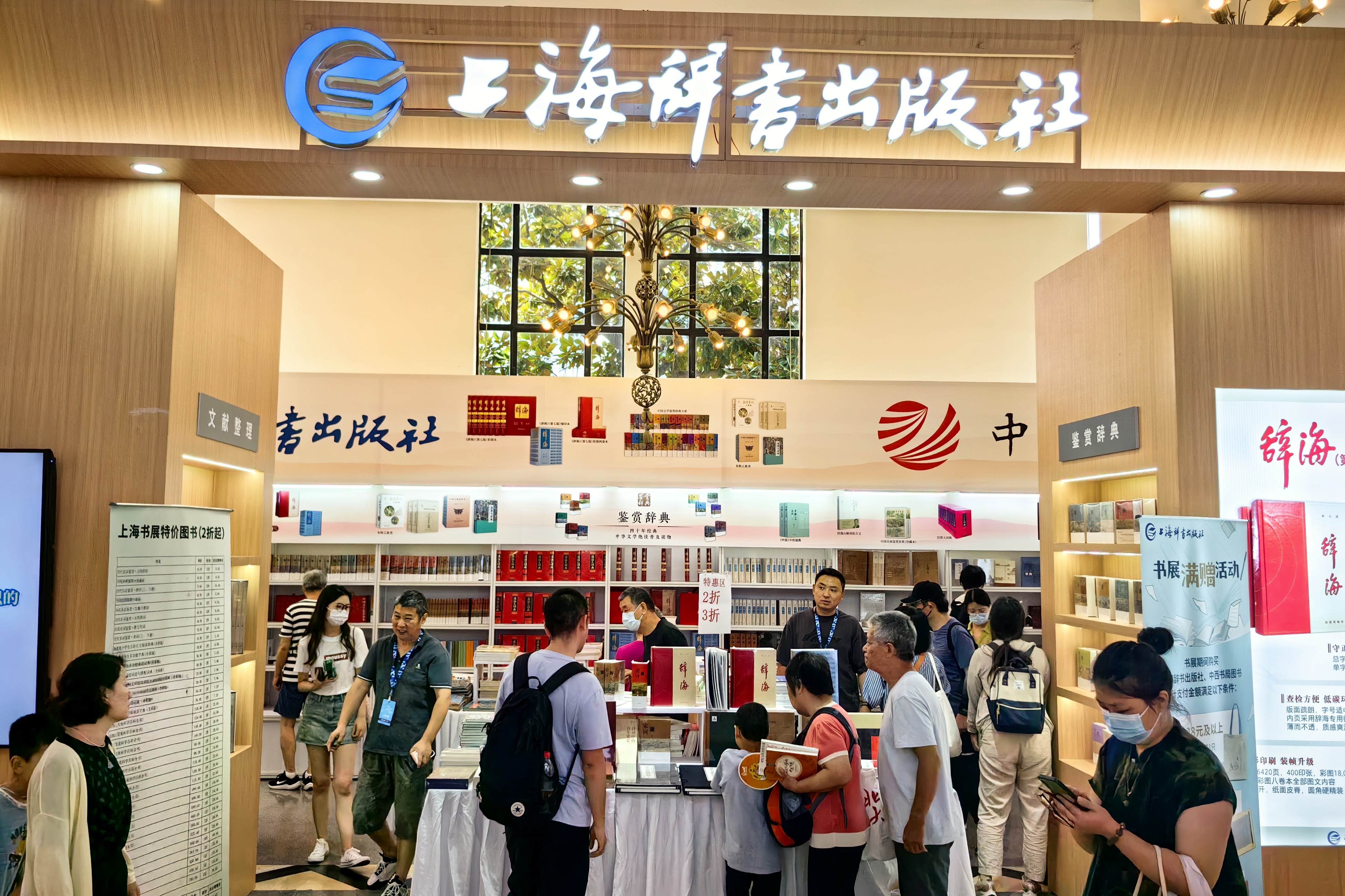
2024年上海书展上海辞书出版社展位

上海辞书出版社最著名的出版物为综合性辞典《辞海》，各版本的总计发行量超过1600万套（册），并编纂特大型综合性辞典《大辞海》。其他重要的出版物有：《哲学大辞典》、《伦理学大辞典》、《中国历史大辞典》、《中国文学大辞典》、《中国美术大辞典》、《中国篆刻大辞典》、《宗教大辞典》、《法学大辞典》、《中国文物精华大辞典》、《中国文物定级图典》、《敦煌学大辞典》、《英藏斯坦因第三次西域考察所获汉文文献》、《中国古今地名大辞典》、《中国成语大辞典》、以及文学鉴赏辞典系列（唐诗、宋词、元明清词、古文、现代散文等）。
上海辞书出版社原址位于上海市静安区陕西北路457号，即何东上海公馆，是上海市优秀历史建筑之一。2021年10月正式搬迁至位于闵行区号景路159弄的世纪出版园。

## 关联单位
- 中西书局
- 《辞海》编纂处
- 《汉语大词典》编纂处

## 外部連結
- 上海辞书出版社 （页面存档备份，存于）